# Plus FM
Plus FM était une radio locale française appartenant à Humanis et émettant exclusivement dans le Loir-et-Cher, sur six fréquences différentes. En activité jusqu'au 2 juillet 2017, la radio a été vendue puis a intégré le réseau de radiodiffusion de Sweet FM.

## Historique
En 1981, François Mitterrand, fraichement élu président de la République française, met fin au monopole de l'état sur la radiodiffusion. S'ensuit un essor des radios libres en France, dans tous les domaines (sport, musique, politique, culture...) 
Plus FM est créée en juillet 1982, sous le nom de "Radio +" ; c'est une radio locale de Catégorie B, qui consacre ses programmes aux actualités locales, à la musique, et à la découverte du Loir-et-Cher. Elle fait ses débuts sur la fréquence 89.4 à Blois, débuts des années 80. 
A ses débuts, la radio appartenait à BIP 41 (journal gratuit en Loir-et-Cher) et était dirigée par Monsieur et Madame Baudon. Elle était implantée dans la ZUP de Blois, rue Christophe Colomb.
Cela fonctionnait de manière associative[pas clair], il n'y avait que 2 personnes rémunérées. 
Radio + faisait toujours les mêmes journées, c'était très basique :
- De 7 heures à 9 heures : les informations
- De 9 heures à midi : la musique classique
- De midi à 14 heures : les informations
- De 14 heures jusqu'au lendemain matin : la musique (Top 50)

Il y avait beaucoup de publicité grâce à BIP 41. Début 1990, lors de l'arrivée de radios structurées en réseau telles que NRJ et Fun Radio, Radio + essaye de se professionnaliser afin d'être à la hauteur de ces radios, tout en gardant un aspect local. En 1991, la radio change de nom : elle passe de «  Radio + » à « Plus FM » .
Par la suite, la station décroche trois nouvelles fréquences : en 1993, 1997 et 2003, respectivement à Montrichard sur la fréquence 99.3, à Romorantin-Lanthenay sur 96.7  et à Vendôme sur 97.4.
En 2000, la radio déménage rue Mail Clouseau. Ce déménagement, toujours dans une optique professionnelle, a pour but de se rapprocher du centre-ville de Blois pour être plus proche des événements (halles aux grains).
En juin 2012, Plus FM déménage rue du Père Brottier, dans de plus grands locaux (bureaux et studios), dans l'optique de développer sa présence sur le web, d'accueillir des groupes.
En 2013, Plus FM obtient deux nouvelles fréquences, à Montoire-sur-le-Loir sur 90.8 et à Lamotte-Beuvron sur 105.8.
En 2017, en prévision du passage à la radio numérique terrestre, le groupe Humanis revend Plus FM à la radio sarthoise Sweet FM,.

## Administration
Directeur : Pascal Gaultier depuis 1990